# C.M. Hess (virksomhed)
 For alternative betydninger, se C.M. Hess. (Se også artikler, som begynder med C.M. Hess)
C.M. Hess' Fabrikker A/S var et jernstøberi og en fabrik, der producerede ovne, komfurer, badekar, døre og vinduer mm. på Grønnegade 18 i Vejle. Den var grundlagt af Christian Martin Hess (1851-1929), der d. 1. april 1876 overtog jernstøber Rasmussens lille støberi (W. Aarups Jernstøberi) i Grønnegade i Vejle.
Hess måtte modernisere værkstedet for at kunne komme i gang: Gulvet var fugtigt, for når Vejle Å løb over sine bredder, løb vandet op og oversvømmede huset. Hess reparerede bygningen og moderniserede støberiet ved hjælp af en dampmaskine.
Fabrikken startede i Grønnegade 18, men flyttede senere til et større sted. Det er i dag dér, hvor Musikteatret i Vejle ligger. C.M. Hess kunne snart udvide og flyttede i 1898 med fabrikken fra Grønnegade 18 til "Flegborg" lige overfor, og fabrikken blev udvidet atter 1912-1914, hvor fabrikken blev omlagt til elektisk drift og udvidet med emaljeværk.
Hess er særligt kendt for sine sirligt dekorerede kakkelovne i støbejern. Ovnene fulgte tidens mode og var oprindeligt udført i historicistisk stil og skønvirke, men senere blev de forenklede i takt med nyklassicismens fremmarch. Ovnene var så populære, at en anmelder i 1932 skrev: "Man kan vel næsten sige, at Hess-Brændeovnen blandt Kakkelovne spiller samme Rolle som Fordvognen blandt Automobilerne."
I 1919 blev C.M. Hess omdannet til aktieselskab med grundlæggeren som formand for bestyrelsen. Direktionen bestod af C.M. Hess' søn, Harald Hess (1891-1969) og Martin Sørensen (1875-1939). Direktionen bestod i 1950 af ovennævnte Harald Hess, Jørgen H. Falck (1881-) og C. Kiellerup (1904-). (Se tillige Matthiessen & Dittmann A/S).
Efter at emaljeværket var blevet bygget i 1940, var C.M. Hess' Fabrikker den største virksomhed inden for jern- og metalindustrien i Vejle.
Virksomheden lancerede efter krigen nye produkter såsom "den tænkende kakkelovn" Hess-O-Matic. Det var en oliefyret ovn, der blev styret med termostat. Ovnen var populær i årene omkring 1956. Hess begyndte også at producere stålvaske, men i det lange løb dalede efterspørgslen på virksomhedens kerneprodukter, ovnene.
Et året før 100-årsjubilæet, i 1975, lukkede C.M. Hess' Fabrikker. Fabriksbygningerne blev revet ned og på den enorme grund byggede kommunen flere nye bygninger. I dag ligger Vejle Bypark, Musikteatret, Vejle Kommunes administrationsbygning og politistation på den tidligere Hess-grund.